# Lucas de Figueiredo Crispim
Lucas de Figueiredo Crispim (* 19. Juni 1994 in Brasília), auch bekannt als Lucas Crispim oder einfach Crispim, ist ein brasilianischer Fußballspieler.

## Karriere
Lucas Crispim erlernte das Fußballspielen in der Jugendmannschaft des FC Santos im brasilianischen Santos. Hier unterschrieb er 2014 auch seinen ersten Vertrag. Von Anfang Mai 2014 bis Jahresende wurde er an den Zweitligisten CR Vasco da Gama ausgeliehen. Für den Verein aus Rio de Janeiro bestritt er zwölf Zweitligaspiele. Im Januar 2015 kehrte er nach Santos zurück. Mit Santos gewann er 2015 die Staatsmeisterschaft von São Paulo. Von Mitte Juni 2015 bis Jahresende spielte er auf Leihbasis beim Erstligisten Joinville EC. Für Joinville stand er zwanzigmal auf dem Spielfeld. Nach der Ausleihe kehrte er im Januar 2016 nach Santos zurück. 2016 gewann er mit Santos zum zweiten Mal die Staatsmeisterschaft von São Paulo. Atlético Goianiense, ein Zweitligist aus Goiânia, lieh ihn von Anfang August 2016 bis Jahresende aus. Am Ende der Saison feierte er mit Atlético Goianiense die Meisterschaft der zweiten Liga sowie den Aufstieg in die erste Liga. Im Januar 2017 kehrte er zum FC Santos zurück. 2017 wurde er an den Ituano FC verliehen. Mit dem Verein aus Itu spielte er 13-mal in der Staatsmeisterschaft von São Paulo. Nach Vertragsende in Santos wechselte er im Januar 2018 zum EC São Bento. Mit dem Verein spielte er zwölfmal in der zweiten Liga sowie 14-mal in der Staatsmeisterschaft von São Paulo. Nach einem Jahr wechselte er im Januar 2019 zum ebenfalls in der zweiten Liga spielenden Guarani FC. Für den Verein aus Campinas bestritt er 38 Zweitligaspiele. Der Fortaleza EC, ein Erstligist aus Fortaleza, nahm ihn am 1. März 2021 unter Vertrag. Mit dem Verein gewann er 2021, 2022 und 2023 die Staatsmeisterschaft von Ceará. Die Copa do Nordeste gewann er mit Fortaleza 2022. Im Januar 2024 ging er nach Asien, wo er in Thailand einen Vertrag beim Erstligisten Buriram United unterschrieb. Dort gewann Crispim 2024 und 2025 die nationale Meisterschaft. Im Mai 2025 gewann er mit Buriram die ASEAN Club Championship. Hier konnte man sich gegen den vietnamesischen Vertreter Công An Hà Nội FC in zwei Endspielen durchsetzen. Am 31. Mai 2025 stand er mit dem Verein im Finale des Thai League Cup. Hier schlug man im BG Stadium den Erstligisten Lamphun Warriors FC mit 2:0.

## Erfolge
FC Santos
- Staatsmeisterschaft von São Paulo: 2015, 2016

Atlético Goianiense
- Série B: 2016  ▲

Fortaleza EC
- Staatsmeisterschaft von Ceará: 2021, 2022, 2023
- Copa do Nordeste: 2022

Buriram United
- Thailändischer Meister: 2023/24, 2024/25
- ASEAN Club Championship-Sieger: 2024/25
- Thailändischer Ligapokalsieger: 2024/25